# Blestemul melcului
Blestemul melcului (în franceză La malédiction de l'escargot) este un roman scris de Philippe Caroit și publicat în anul 2020 la editura Anne Carrière. E romanul de debut al autorului, care este un actor și pictor francez renumit.

## Rezumat
Hugo Talmont este un actor popular, care tocmai a fost părăsit de Olivia, partenera lui, căreia îi refuză să-i facă copilul pe care aceasta îl visează. Fiind susținător al decrescenței, el nu vrea să participe la explozia demografică⁠(d) care provoacă asfixierea planetei noastre. O altă rațiune este că nu și-a vindecat rănile din copilărie, fiind abandonat de tatăl său, care își petrece ultimele zile într-un cămin de bătrâni din zona Parisului. Hugo se simte bine doar pe scenă sau când face jogging.
Într-o seară, o adolescentă gothico-punk, pe nume Candice, vine să-l vadă la teatru, pretinzând că este fiica lui. Ea îi va dovedi acest lucru. Problema este că Hugo nu a cunoscut-o niciodată pe mama ei și nu a avut nicio relație cu ea. Și totuși, el este cu adevărat tatăl acestei fete ciudate, care va începe treptat să pătrundă în viața lui și să provoace haos. În cele din urmă vor elucida acest mister.

## Teme
Paternitate și identitate: Descoperirea de către Hugo că este tatăl unei adolescente, pe nume Candice, generează întrebări legate de identitatea sa și de alegerile făcute în viață, punând sub semnul întrebării convingerile sale despre paternitate.
Antinatalism și ecologie: Hugo își manifestă preocupările legate de mediu, care îi influențează decizia de a nu avea copii.

## Personaje principale
- Hugo Talmont: un actor popular care tocmai a fost părăsit de partenera sa, Olivia. Este marcat de trecutul său de copil abandonat și refuză să aibă copii, adoptând o viziune antinatalistă din cauza convingerilor sale ecologice. Viața lui ia o întorsătură neașteptată când descoperă că este tatăl unei adolescente, Candice, despre care nu a auzit niciodată până acum.[2][5][4][6]
- Candice: adolescenta care se prezintă ca fiind fiica lui Hugo. Ea îi aduce dovezi ADN, perturbându-i astfel existența. Caracterul ei captivant și dorința de a stabili o relație cu Hugo adaugă o complexitate suplimentară intrigii.[6]
- Olivia: fosta parteneră a lui Hugo, care l-a părăsit din cauza convingerilor sale ecologice și a refuzului de a avea copii.[6]

## Ediții
Versiunea de buzunar a cărții a fost publicată de editura Bonneton în iunie 2023.